# Pseudogriphoneura altera
Pseudogriphoneura altera är en tvåvingeart som beskrevs av Charles Howard Curran 1942. Pseudogriphoneura altera ingår i släktet Pseudogriphoneura och familjen lövflugor. Inga underarter finns listade i Catalogue of Life.